# Catacomba di Santa Savinilla
La catacomba di Santa Savinilla è un complesso cimiteriale di epoca tardo-imperiale presso Nepi, in provincia di Viterbo.

## Ubicazione
Il complesso sotterraneo è posto nei pressi dell'attuale camposanto. Vi si accede dalla chiesa di San Tolomeo alle Sante Grotte. L'edificio venne ricostruito nel XVII secolo, in sostituzione di quello abbattuto due secoli prima, in quanto ritenuto troppo prossimo alle fortificazioni e quindi luogo ideale per dar riparo all'eventuale assediante. La chiesa si compone di tre navate con due altari per lato. Uno di questi accoglieva un tempo l'immagine della Vergine del "Buon Consilio", oggi conservata nel Duomo. L'area presbiteriale è separata dal resto della navata da una bassa cancellata in ferro. L'intero spazio venne modificato per volere del vescovo Giuseppe Bernardo Dobbing, nei primi anni del XIX secolo. Ai lati due statue a dimensione naturale, raffiguranti i Santi Patroni della città, Tolomeo e Romano, mentre nell'affresco posto sull'altare, gli stessi santi sono accompagnati dagli altri martiri nepesini. Ai lati due porticine danno accesso al complesso catacombale.

## Il sito sotterraneo

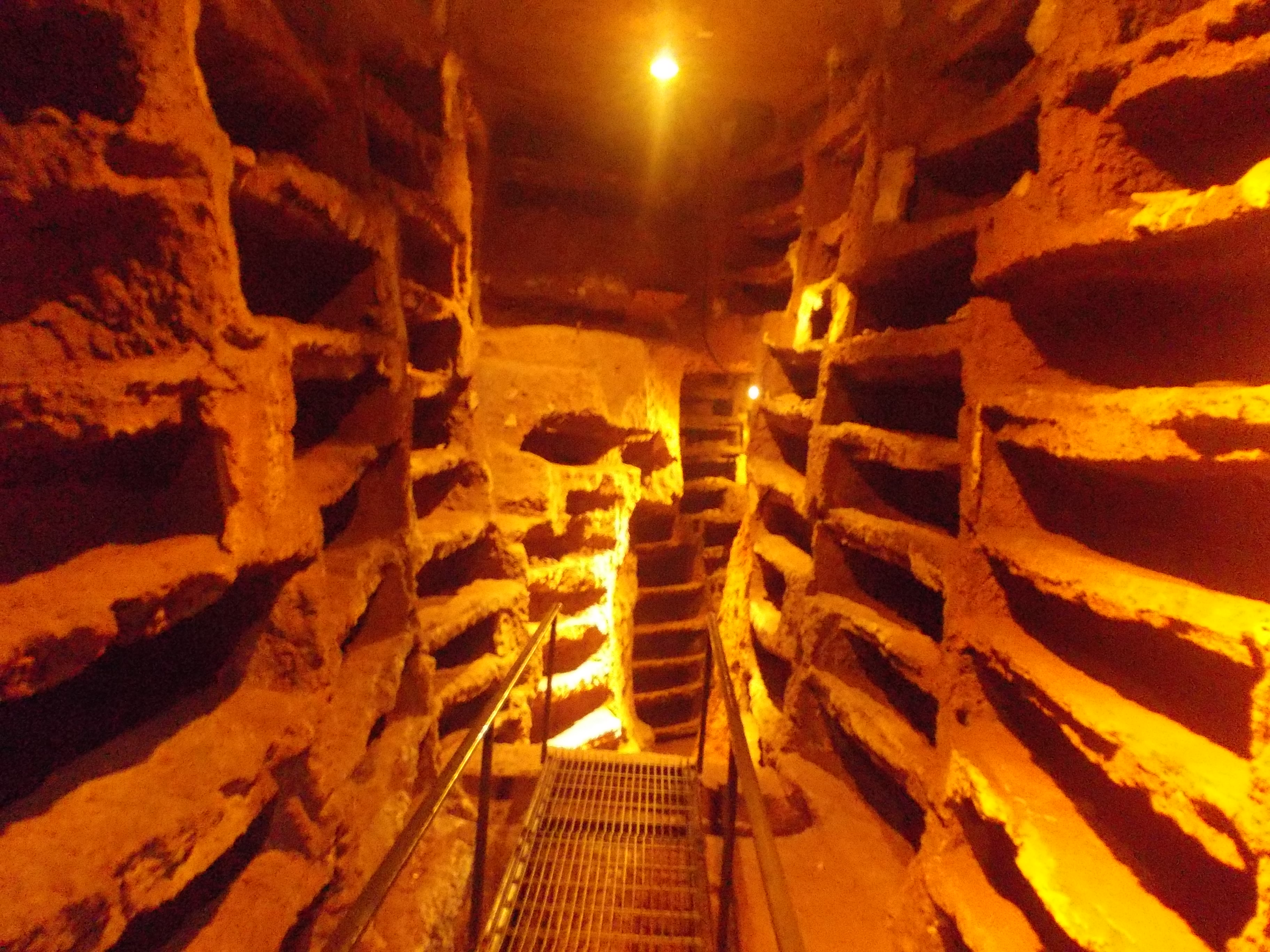
Loculi scavati nel tufo nella catacomba di S. Savinilla.

La catacomba si compone di lunghe gallerie scavate nel locale tufo litoide, che ha permesso, grazie alla sua resistenza, di raggiungere delle dimensioni piuttosto considerevoli. Tre sono le gallerie principali e numerose sono le ramificazioni. È considerato uno dei maggiori e più importanti complessi funerari dell'Italia centrale proprio per la sua monumentalità. Lungo le pareti si affastellano sepolture appartenenti a varie tipologie: arcosoli, loculi, tombe "a mensa". Numerose sono anche le tombe dette "formae", che occupavano il piano pavimentale. In corrispondenza di alcune sepolture, si notano ancora lacerti di affreschi di epoca tardoimperiale. Notevole è un arcosolio lungo la galleria detta "A1", il cui intradosso è completamente decorato con affreschi realizzati intorno al XIII secolo, segno che in epoca medievale il luogo era ancora ampiamente frequentato.

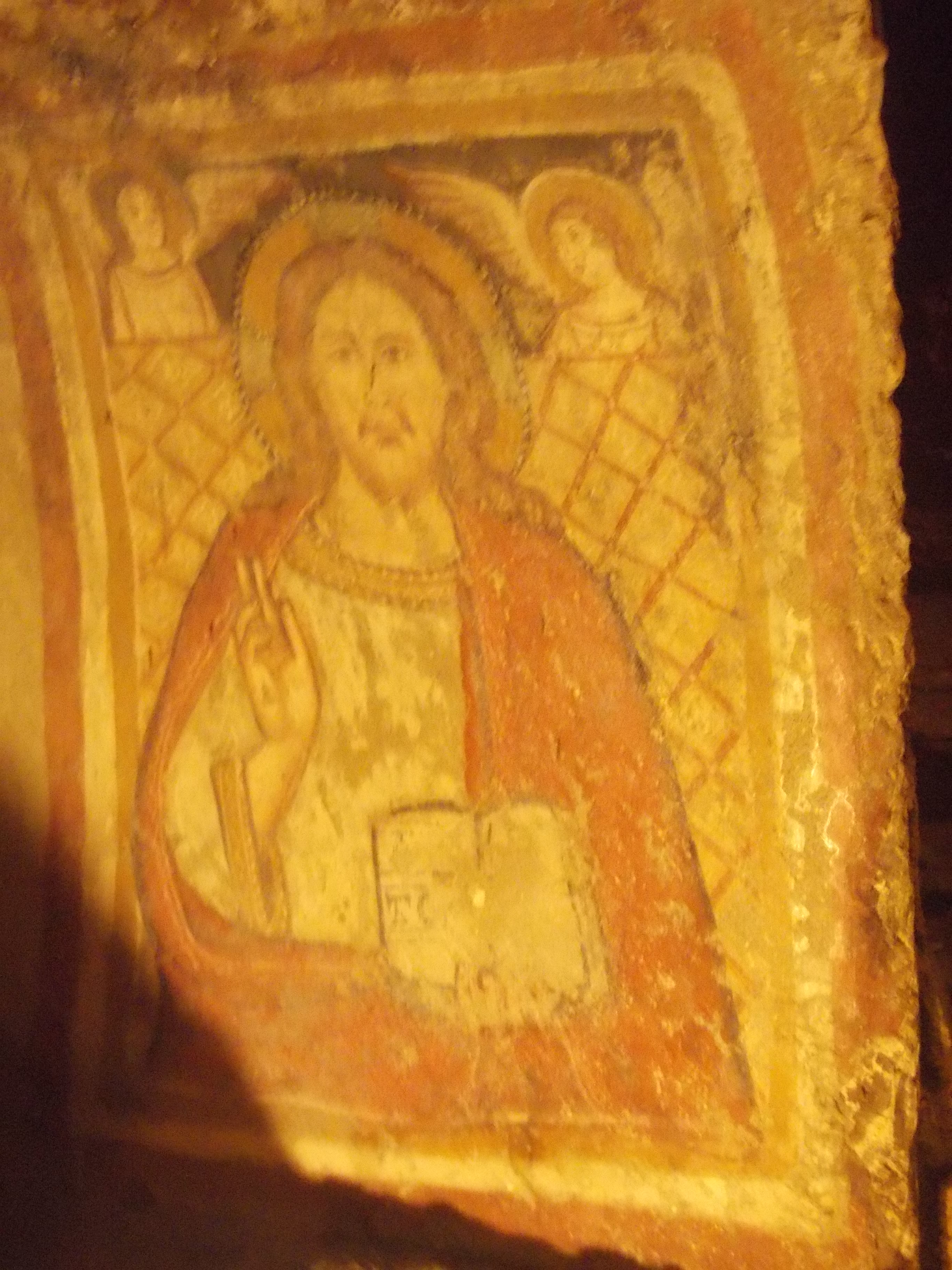
Affresco raffigurante Cristo benedicente, nella Catacomba di S. Savinilla a Nepi.

Nelle decorazioni si nota un Cristo tra due angeli e dall'altra parte gli Apostoli Giacomo e Giovanni maggiore. Questa sepoltura viene detta di "San Romano". È qui infatti che sarebbe stato deposto il corpo di uno dei due patroni della città. Un'antichissima tradizione infatti vuole che all'interno di questi ambienti si rifugiassero i primi cristiani perseguitati, e che qui fossero sepolti originariamente i Santi Patroni di Nepi e gli altri 38 martiri. A supporto di questo periodo, la tradizione popolare tra l'altro ha individuato lungo il percorso una sorta di rozzo podio. La sua funzione sarebbe stata quella di pulpito per i Santi Tolomeo e Romano.
Nel 1540, essendo iniziati i lavori per la costruzione delle nuove fortificazioni cittadine, il duca Pier Luigi Farnese diede ordine di abbattere tutti gli edifici che si trovassero troppo vicini a questa nuova opera. Fu allora che furono ritrovati i corpi dei martiri ancora incorrotti e con le ferite ancora sanguinanti. Il fatto miracoloso venne ufficializzato il 4 gennaio di due anni più tardi con la bolla "Salvatoris" da papa Paolo III che visitò personalmente il luogo. Si diede quindi il via ad un altro importantissimo cantiere per la costruzione della Chiesa di San Tolomeo, all'interno stavolta del perimetro urbano. Il progetto terminato molto più tardi, fu curato da Antonio da Sangallo il Giovane e avrebbe dovuto conservare queste Sante Reliquie.